# TSF Ditzingen
Maillots
Le TSF Ditzingen (Turn- und Sportfreunde Ditzingen 1893 e.V.) est un club de football allemand basé à Ditzingen.
Le club évolue en Regionalliga Süd (équivalent de la 3e division) lors de la saison 1999-2000.

## Historique
- 1893 : fondation du club sous le nom de TV Ditzingen
- 1919 : le club est renomméTSVgg Ditzingen
- 1920 : création de la section football

## Anciens joueurs
- Fredi Bobic
- / Sean Dundee